# Gabriele Sadewater
Gabriele „Gaby“ Sadewater (* 21. September 1963) ist eine deutsche Badmintonspielerin. 

## Karriere
Gabi Sadewater gewann dreimal Silber bei deutschen Nachwuchsmeisterschaften, ehe sie 1984 bei den Erwachsenen Bronze im Damendoppel mit Cathrin Hoppe gewinnen konnte. In dieser Zeit spielte sie mit dem Berliner LZ auch in der 1. Bundesliga. Bei den deutschen Hochschulmeisterschaften erkämpfte sie sich einmal Gold, einmal Silber und zweimal Bronze.

## Sportliche Erfolge
| Saison    | Veranstaltung                     | Disziplin   | Platz | Name                                                                   |
| --------- | --------------------------------- | ----------- | ----- | ---------------------------------------------------------------------- |
| 1979/1980 | Deutsche Einzelmeisterschaft U16  | Dameneinzel | 2     | Gabriele Sadewater (VfL Berliner Lehrer)                               |
| 1979/1980 | Deutsche Einzelmeisterschaft U16  | Damendoppel | 2     | Gabriele Sadewater (VfL Berliner Lehrer) / Karen Pickartz (TSV Glinde) |
| 1981/1982 | Deutsche Einzelmeisterschaft U18  | Dameneinzel | 2     | Gabriele Sadewater (VfL Berliner Lehrer)                               |
| 1983/1984 | Deutsche Meisterschaften          | Damendoppel | 3     | Gabriele Sadewater / Cathrin Hoppe (Berliner LZ / VfL Wolfsburg)       |
| 1984/1985 | Deutsche Hochschulmeisterschaften | Mixed       | 3     | Claus Gallas / Gabriele Sadewater (FU Berlin)                          |
| 1984/1985 | Deutsche Hochschulmeisterschaften | Dameneinzel | 3     | Gabriele Sadewater (FU Berlin)                                         |
| 1984/1985 | Deutsche Hochschulmeisterschaften | Damendoppel | 2     | Gabriele Sadewater / Kuhn (Berlin)                                     |
| 1985/1986 | Deutsche Hochschulmeisterschaften | Damendoppel | 1     | Gabriele Sadewater / Darja Richter (Berlin)                            |